# Ardmore Open
O Ardmore Open foi um torneio masculino de golfe no PGA Tour disputado entre os anos de 1952 e 1954 no Dornick Hills Golf & Country Club, em Ardmore, Oklahoma.

## Campeões
- 1954 Julius Boros[1]
- 1953 Earl Stewart
- 1952 Dave Douglas